# Жаркайын (Тайыншинский район)
Жаркайын (каз. Жарқайың) — упразднённое село в Тайыншинском районе Северо-Казахстанской области Казахстана. Ликвидировано в 2013 году. Входило в состав Зеленогайского сельского округа. Код КАТО — 596053200.

## География
Расположено около озера Кадибек.

## Население
В 1999 году население села составляло 58 человек (29 мужчин и 29 женщин). По данным переписи 2009 года, в селе проживало 26 человек (15 мужчин и 11 женщин).